# San Clemente (título cardenalicio)
San Clemente es un título cardenalicio de la Iglesia católica. Aparece mencionado por primera vez por san Jerónimo en su texto Vida de San Clemente de la obra De Viris illustribus, 15, Patrologiae Latinae, 23, 663. Según el catálogo de Pietro Mallio, fue instaurado en el pontificado del papa Alejandro III y estaba relacionado con la basílica de Santa María la Mayor, donde celebraban misa sus sacerdotes.

## Titulares
- Renato (492 - antes del 494)
- Pietro (494 - antes del 499)
- Urbico (499 - ?)
- Mercurio (antes del 532 - 532)
- Mercurio Joviano (o Giovane) (537 - ?)
- Specio (o Specioso) (590 - ?)
- Candido (590)
- Gregorio el viejo (731 - antes del 745)
- Gregorio el joven (745 ? - ?)
- Gregorio (746 ? - ?)
- Sergio (853 - ?)
- Giovanni (993 - antes del 1012)
- Sebastiano (1012 - circa 1021)
- Roberto (1021 - circa 1029)
- Benedetto (circa 1029 - antes del 1049)
- Hugues Le Blanc, O.S.B. (1049 - 1061)
- Romano (1061 - 1063)
- Pietro Orsini (1070 - circa 1073)
- Ranierio Raineri, C.R.L. (1073 - 1078), posteriormente papa Pascual II
- Gianroberto Capizucchi (1088- circa 1095)
- Anastasio seniore (circa 1095 - circa 1097)
- Raniero (o Rainaldo) (circa 1097 - circa 1101)
- Ascanio (o Arnaldo, o Renaldo) (1105- circa 1112)
- Anastasio iuniore (1112 - 1125)
- Luigi Lucidi (1120 ? - ?)
- Uberto Ratta (o Rossi Lanfranchi) (1125 - circa 1138)
- Lucio Boezio, O.S.B. (1138 - circa 1144)
- Bernard, Can. Reg. di S. Frediano (1145 - 1158)
  - Errico (1161), pseudocardenal del Antipapa Victor IV
  - Opizo (1167), pseudocardenal del Antipapa Pascual III
- Vernavero (o Vernaverius, o Verraverio) (1170 - circa 1178)
- Ugo Pierleoni (1178 - circa 1183)
- Pietro Orsini (1188)
- Giovanni da Viterbo (1189 - 1199)
- Guillaume de Ferrières (1294 - 1295)
- Giacomo Tomasi Caetani O.Min. (1295 - 1300)
- Bernard de Garves (1316 - 1328)
- Pierre Bertrand (20 de diciembre de 1331 - 23 de junio de 1349)
- Gil Álvarez de Albornoz, C.R.S.A. (17 de diciembre de 1350 - agosto de 1367)
- Guillermo de La Jugie (o Jugée) (1368 - 1374)
- Pierre de la Jugée (o Jugie), O.S.B. (20 de diciembre de 1375 - 19 de noviembre de 1376 murió)
- Gérard du Puy, O.S.B. (1377 - 1389), juró obediencia al antipapa Clemente VII en 1378
- Poncello Orsini (1378 - 1395)
  - Jaime de Aragón (1389-1391), pseudocardenal del antipapa Clemente VII
  - Berenguer d'Anglesola (21 de diciembre de 1397 - 29 de mayo de 1406), pseudocardenal del Antipapa Benedicto XIII
- Gabriele Condulmer (o Condulmaro, o Condulmerio), C.R.S.A. (9 maggio 1408 - 1426)
- Branda Castiglioni (6 de junio de 1411 - 14 de marzo de 1431)
  - Julián Lobera y Valtierra (22 de mayo de 1423 - 16 de agosto de 1429), pseudocardenal del Antipapa Benedicto XIII
- Hugues de Lusignan (11 de marzo de 1431 - 20 de abril de 1431)
- Francesco Condulmer (19 de septiembre de 1431 - abril de 1445)
- Enrico Rampini (16 de diciembre de 1446 - 4 de julio de 1450)
- Vacante (1450 - 1456)
- Giovanni Castiglione (9 de marzo de 1457 - 14 de abril de 1460)
- Bartolomeo Roverella (30 de enero de 1462 - 2 de mayo de 1476)
- Antonio Jacopo Venier (3 de diciembre de 1476 - 3 de agosto de 1479)
- Domenico della Rovere (13 de agosto de 1479 - 22 de abril de 1501)
- Jaume Serra (28 de junio de 1502 - 20 de enero de 1511)
- Francesco Argentino (17 de marzo de 1511 - 23 de agosto de 1511)
- Vacante (1511 - 1517)
- Giulio de Medici (26 de junio de 1517 - 6 de julio de 1517), posteriormente fue Papa Clemente VII
- Luis de Rossi (6 de julio de 1517 - 20 de agosto de 1519)
- Domenico Giacobazzi (o Giacobacci, o Jacobatii) (20 de agosto de 1519 - 1527)
- Andrea Matteo Palmieri (21 de noviembre de 1527 - 20 de enero de 1537)
- Girolamo Ghinucci (o Ginucci) (25 de enero de 1537 - 3 de julio de 1541)
- Gian Pietro Carafa (6 de julio de 1541 - 24 de septiembre de 1543)
- Rodolfo Pio de Carpi (24 de septiembre de 1543 - 17 de octubre de 1544)
- Pietro Bembo, O.S.Io.Hieros. (17 de octubre de 1544 - 19 de enero de 1547)
- Juan Álvarez de Toledo, O.P. (24 de enero de 1547 - 4 de diciembre de 1551)
- Giovanni Battista Cicala (o Cicada) (4 de diciembre de 1551 - 30 de abril de 1565)
- Giovanni Antonio Capizucchi (7 de noviembre de 1565 - 28 de enero de 1569)
- Luigi Cornaro (9 de febrero de 1569 - 9 de junio de 1570)
- Giovanni Antonio Serbelloni (9 de junio de 1570 - 3 de julio de 1570)
- Stanislao Osio (3 de julio de 1570 - 9 de julio de 1578)
- Giovanni Francesco Gambara (9 de julio de 1578 - 17 de agosto de 1579)
- Marco Sittico Altemps (17 de agosto de 1579 - 5 de diciembre de 1580)
- Alfonso Gesualdo (5 de diciembre de 1580 - 4 de marzo de 1583)
- Prospero Santacroce (4 de marzo de 1583 - 2 de marzo de 1589)
- Vincenzo Laureo (2 de marzo de 1589 - 17 de diciembre de 1592)
- Flaminio Piatti (15 de marzo de 1593 - 10 de junio de 1596)
- Giovanni Francesco Biandrate di San Giorgio Aldobrandini (21 de junio de 1596 - 16 de julio de 1605)
- Carlo Conti (17 de agosto de 1605 - 7 de enero de 1613)
- Jean de Bonsi (20 de julio de  1615 - 3 de marzo de 1621)
- Desiderio Scaglia, O.P. (3 de marzo de 1621 - 9 de febrero de 1626)
- Giovanni Domenico Spinola (9 de febrero de 1626 - 30 de abril de 1629)
- Vacante (1629 - 1637)
- Marcantonio Franciotti (17 de agosto de 1637 - 19 de diciembre de 1639)
- Vincenzo Maculani, O.P. (10 de febrero de 1642 - 16 de febrero de 1667)
- Innico Caracciolo (18 de julio de 1667 - 30 de enero de  1685)
- Vacante (1685 - 1690)
- Ferdinando d'Adda (10 de abril de 1690 - 2 de enero de 1696)
- Tommaso Maria Ferrari, O.P. (2 de enero de 1696 - 20 de agosto de 1716)
- Vacante (1716 - 1722)
- Annibale Albani (6 de julio de 1722 - 24 de julio de 1730); in commendam (24 de julio de 1730 - 21 de octubre de 1751)
- Cosimo Imperiali (10 de diciembre de 1753 - 1759)
- Giovanni Francesco Albani (12 de febrero de 1759 - 21 de julio de 1760)
- Carlo Rezzonico (24 de enero de 1763 - 14 de diciembre de 1772)
- Francesco Carafa della Spina di Traetto (26 de abril de 1773 - 15 de septiembre de 1788)
- Stefano Borgia (3 de agosto de 1789 - 23 de noviembre de 1804)
- Vacante (1804 - 1816)
- Benedetto Naro (8 de marzo de 1816 - 6 de octubre de 1832)
- Benedetto Cappelletti (2 de julio de 1832 - 15 de mayo de 1834)
- Francesco Canali (1 de agosto de 1834 - 11 de abril de 1835)
- Pietro Ostini (21 de noviembre de 1836 - 3 de abril de 1843)
- Antonio Maria Cadolini, B. (22 junio 1843 - 1 de agosto de 1851)
- Domenico Lucciardi (18 de marzo de 1852 - 13 de marzo de 1864)
- Henri-Marie-Gaston Boisnormand de Bonnechose (22 de septiembre de 1864 - 28 de octubre de 1883)
- Guglielmo Sanfelice d'Acquavella, O.S.B. (27 marzo 1884 - 3 de enero de 1897)
- Guillaume-Marie-Romain Sourrieu (24 de marzo de 1898 - 16 de junio de 1899)
- Gennaro Portanova (22 de junio de 1899 - 25 de abril de 1908)
- William Henry O'Connell (30 de noviembre de 1911 - 22 de abril de 1944)
- Johannes de Jong (18 de febrero de 1946 - 8 de septiembre de 1955)
- John Joseph Glennon (22 de febrero de 1946 - 9 de marzo de 1946)
- Amleto Giovanni Cicognani (18 de diciembre de 1958 - 23 de mayo de 1962)
- Lawrence Joseph Shehan (22 de febrero de 1965 - 26 de agosto de 1984)
- Adrianus Johannes Simonis (25 de mayo de 1985 - 3 de septiembre de 2020)
- Arrigo Miglio (27 de agosto de 2022)